# Brasilianische Davis-Cup-Mannschaft
Die brasilianische Davis-Cup-Mannschaft ist die Herren-Tennisnationalmannschaft Brasiliens. Derzeit tritt sie in der Gruppe I der Amerika-Zone an. Der Davis Cup ist der wichtigste Wettbewerb für Nationalmannschaften im Herren-Tennis, analog zum Fed Cup bei den Damen.

## Geschichte
Erstmals nahm das Team 1932 am Davis Cup teil. In der Weltgruppe gab Brasilien sein Debüt 1981 gegen Rumänien, verlor jedoch und musste in der Relegation gegen Deutschland antreten. Auch dieses Duell verloren die Südamerikaner mit 2:3 und stiegen damit ab. 1987 gelang der Wiederaufstieg, doch auch dieses Mal war die Mannschaft gegen Deutschland und Spanien ohne Chance und verlor beide Matches mit 0:5. 1991 schaffte Brasilien erneut den Sprung in die Weltgruppe und kam bis ins Halbfinale, das gegen die Schweiz verloren wurde. Im folgenden Jahr stieg die Mannschaft erneut ab, 1996 folgte der Wiederaufstieg. Dieses Mal konnte Brasilien längere Zeit in der Weltgruppe verbringen und erreichte 2000 das Halbfinale, das gegen Australien verloren ging. Nach sieben Jahren musste man 2003 den erneuten Abstieg hinnehmen, bis 2011 scheiterte Brasilien sechs Mal in Folge in den Playoffs am Wiederaufstieg, der 2012 gegen Russland gelang.